# The Wire’s „100 Records That Set the World on Fire (While No One Was Listening)“
The Wire’s „100 Records That Set the World on Fire (While No One Was Listening)“ (dt.: 100 Schallplatten, die die Welt in Brand setzten (während niemand zuhörte)) ist eine vom britischen Avantgarde-Musikmagazin The Wire veröffentlichte Auflistung von 100 Musikalben, die 19 Seiten umfasst und im September 1998 in der 175. Ausgabe auf den Seiten 22 bis 41 erschien. Sie wurde später um 30 weitere Schallplatten ergänzt.

## Form, Wirkung und musikalische Ausrichtung
Zu jedem Tonträger sind neben den Interpreten und Titeln das Plattenlabel und das Jahr der Veröffentlichung angegeben. Außerdem gibt es eine kurze Beschreibung von etwa einem Absatz und die Kürzel der Autoren. Die Wirkung der Liste als die weltweit am meisten verbreitete und anerkannte Zusammenstellung von Musikalben jenseits des Mainstreams war zunächst nicht abzusehen. Es ist nicht ausgeschlossen, dass der Zeitpunkt der Veröffentlichung – einige Jahre nachdem das Magazin sich auch tanzbaren Musikstilen geöffnet hatte und kurz vor dem Jahrhundertwechsel – dazu beigetragen hat. Die Top-100-Liste kursiert inzwischen auf diversen Internetseiten. Sie enthält hauptsächlich Alben aus den Bereichen Jazz, Neue Musik, Elektronische Musik und Post-Rock.

## Top-100 (1–100)

### Vorwort
Das Vorwort lautet:

“Tired of being reminded by other magazines that the best albums in the world were made by The Beatles, Beach Boys and Rolling Stones? So are we. Over the next 18 pages, we poll our writers to come up with a guide to 100 records that should have ignited the world’s imagination, except that everyone else was fiddling …”

„Haben Sie auch genug davon, von anderen Musik-Magazinen daran erinnert zu werden, dass die besten Alben der Welt von den Beatles, Beach Boys und Rolling Stones gemacht wurden? Das geht uns auch so. Auf den nächsten 18 Seiten fragten wir unsere Autoren nach einer Übersicht der 100 Schallplatten, die die Fantasie der Welt hätten beflügeln müssen, nur dass alle mit anderen Dingen beschäftigt waren …“

### Teilnehmende Autoren
Zusammengetragen wurde die Aufstellung der ersten Aufzählung von:
Steve Barker, Ed Baxter, Mike Barnes, Clive Bell, Chris Blackford, Linton Chiswick, Byron Coley, Christoph Cox, Brian Duguid, Robin Edgerton, John Everall, Matt Effytche, Sasha Frere-Jones, Louise Gray, Andy Hamilton, Richard Henderson, Ken Hollings, Steve Holtje, Mark Hudson, David Ilic, David Keenan, Biba Kopf, Art Lange, Peter McIntyre, Andy Medhurst, Russell Mills, Will Montgomery, Tim Owen, Edwin Pouncey, Tom Ridge, Mike Shallcross, Peter Shapiro, Chris Sharp, Mark Sinker, John F. Szwed, David Toop, John L. Walters, Ben Watson, Barry Witherden, Douglas Wolk und Rob Young.

### Liste
| Nr. | Künstler                                       | Titel                                            | Label                  | VÖ   |
| --- | ---------------------------------------------- | ------------------------------------------------ | ---------------------- | ---- |
| 1   | Pierre Akendengué                              | Nandipo                                          | Saravah                | 1973 |
| 2   | Kevin Ayers & The Whole World                  | Shooting at the Moon                             | Harvest                | 1970 |
| 3   | Albert Ayler                                   | In Greenwich Village                             | Impulse!               | 1967 |
| 4   | Bad Brains                                     | Bad Brains                                       | ROIR                   | 1982 |
| 5   | Derek Bailey                                   | Aida                                             | Incus                  | 1982 |
| 6   | Louis & Bebe Barron                            | Forbidden Planet OST                             | Small Planet           | 1956 |
| 7   | Captain Beefheart & The Magic Band             | Dust Sucker                                      | (unveröff.)            | 1976 |
| 8   | Joey Beltram                                   | Places                                           | Tresor                 | 1995 |
| 9   | Steven Jesse Bernstein                         | Prison                                           | Sub Pop                | 1992 |
| 10  | Blue Cheer                                     | Vincebus Eruptum                                 | Philips                | 1968 |
| 11  | Joe Meek & The Blue Men                        | I Hear a New World                               | RGM                    | 1960 |
| 12  | William S. Burroughs                           | Call Me Burroughs                                | ESP                    | 1965 |
| 13  | John Cale                                      | Paris 1919                                       | Reprise                | 1972 |
| 14  | Camarón de la Isla collab. Paco de Lucía       | Al verte las flores lloran                       | Philips                | 1969 |
| 15  | Chrome                                         | Half Machine Lip Moves                           | Beggars Banquet        | 1979 |
| 16  | Cluster                                        | Cluster                                          | Philips                | 1971 |
| 17  | Ornette Coleman                                | Dancing in Your Head                             | A&M                    | 1977 |
| 18  | Alice Coltrane                                 | Universal Consciousness                          | Impulse!               | 1972 |
| 19  | Comus                                          | First Utterance                                  | BGO                    | 1970 |
| 20  | Tony Conrad                                    | Four Violins                                     | Table of the Elements  | 1997 |
| 21  | Lol Coxhill                                    | Digswell Duets                                   | Random Radar           | 1979 |
| 22  | Betty Davis                                    | They Say I'm Different                           | Vinyl Experience       | 1974 |
| 23  | Miles Davis                                    | On the Corner                                    | Columbia               | 1972 |
| 24  | The Dead C                                     | Trapdoor Fucking Exit                            | Xpressway              | 1990 |
| 25  | The Bill Dixon Orchestra                       | Intents and Purposes                             | RCA                    | 1967 |
| 26  | Paul Dolden                                    | L'Ivresse de la vitesse                          | Empreintes digitales   | 1994 |
| 27  | Dr. John                                       | Gris Gris                                        | Atco                   | 1968 |
| 28  | Electric Eels                                  | Agitated / Cyclotron                             | Rough Trade            | 1977 |
| 29  | Esquivel and His Orchestra                     | Other Worlds Other Sounds                        | RCA Victor             | 1958 |
| 30  | Fadela                                         | N'sel Fik                                        | Factory                | 1985 |
| 31  | Faust                                          | The Faust Tapes                                  | Virgin                 | 1973 |
| 32  | Fingers, Inc.                                  | Another Side                                     | Trax                   | 1988 |
| 33  | Fire Engines                                   | Get Up and Use Me                                | Pop Aural              | 1980 |
| 34  | Family Fodder                                  | Monkey Banana Kitchen                            | Fresh                  | 1980 |
| 35  | 4hero                                          | Parallel Universe                                | Reinforced             | 1994 |
| 36  | Robert Fripp                                   | Exposure                                         | EG                     | 1979 |
| 37  | Lewis Furey                                    | Lewis Furey                                      | A&M                    | 1975 |
| 38  | Fushitsusha                                    | DBL Live                                         | PSF                    | 1991 |
| 39  | Michael Gibbs                                  | Michael Gibbs                                    | Deram                  | 1970 |
| 40  | Glenn Gould                                    | The Solitude Trilogy                             | CBC                    | 1967 |
| 41  | Stan Kenton Plays Bob Graettinger              | City of Glass                                    | Capitol                | 1953 |
| 42  | Al Green                                       | The Belle Album                                  | Motown                 | 1977 |
| 43  | Bernhard Günter                                | Un peu de neige salie                            | Selektion              | 1993 |
| 44  | Herbie Hancock                                 | Sextant                                          | Columbia               | 1973 |
| 45  | Kip Hanrahan                                   | Desire Develops an Edge                          | American Clavé         | 1983 |
| 46  | The Joe Harriott Quintet                       | Abstract                                         | Columbia               | 1973 |
| 47  | Jonathan Harvey                                | Bhakti                                           | NMC                    | 1984 |
| 48  | Henry Cow                                      | Concerts                                         | Recommended Records    | 1976 |
| 49  | Ram John Holder                                | Black London Blues                               | Beacon                 | 1969 |
| 50  | The Homosexuals                                | The Homosexual's Record                          | Recommended Records    | 1984 |
| 51  | Hugh Hopper                                    | 1984                                             | CBS                    | 1972 |
| 52  | Son House                                      | Father of Folk Blues                             | Columbia               | 1964 |
| 53  | The Human League                               | Being Boiled                                     | Fast Product           | 1978 |
| 54  | Ken Ishii                                      | Garden of the Palm                               | R&S                    | 1993 |
| 55  | Charles Ives                                   | Symphony No. 4                                   | Deutsche Grammophon    | 1988 |
| 56  | Blind Willie Johnson                           | Dark Was the Night, Cold Was the Ground          | Columbia               | 1929 |
| 57  | Gottfried Michael Koenig                       | Terminus II / Funktion Grün                      | Deutsche Grammophon    | 1967 |
| 58  | Cathy Lane                                     | Nesting Stones                                   | Unknown Public         | 1998 |
| 59  | The Last Poets                                 | The Last Poets                                   | Douglas                | 1971 |
| 60  | Alvin Lucier                                   | I Am Sitting in a Room                           | Lovely Music           | 1970 |
| 61  | Christian Marclay                              | Record Without a Cover                           | Recycled               | 1985 |
| 62  | Master Musicians of Jajouka                    | Brian Jones Presents the Pipes of Pan at Jajouka | Rolling Stones Records | 1971 |
| 63  | The Modern Lovers                              | The Original Modern Lovers                       | Mohawk                 | 1981 |
| 64  | Monoton                                        | Monotonprodukt 07                                | MonotonProdukt         | 1981 |
| 65  | Conlon Nancarrow                               | Studies for Player Piano                         | WERGO                  | 1988 |
| 66  | Youssou N’Dour                                 | Djamil                                           | Senegalese Cassette    | 1983 |
| 67  | Le Nimba de N'Zerekore                         | Gön Bia Bia                                      | Syliphone              | 1980 |
| 68  | Nurse with Wound                               | Chance Meeting...                                | United Dairies         | 1979 |
| 69  | Phil Ochs                                      | Rehearsals for Retirement                        | A&M                    | 1969 |
| 70  | Oval                                           | 94 Diskont                                       | Mille Plateaux         | 1995 |
| 71  | Ron Pate's Debonaires feat. Reverend Fred Lane | Raudeluna's Pataphysical Revue                   | Say Day Bew            | 1977 |
| 72  | Annette Peacock                                | I'm the One                                      | RCA                    | 1972 |
| 73  | Pearls Before Swine                            | Balaklava                                        | ESP                    | 1968 |
| 74  | Pere Ubu                                       | 30 Seconds over Tokyo                            | Hearthan               | 1975 |
| 75  | Lee Perry & The Upsetters                      | Revolution Dub                                   | Cactus                 | 1975 |
| 76  | Iggy Pop & James Williamson                    | Kill City                                        | Bomp                   | 1977 |
| 77  | Public Enemy                                   | Apocalypse 91... The Enemy Strikes Black         | Def Jam                | 1991 |
| 78  | Lou Reed                                       | Metal Machine Music                              | RCA                    | 1975 |
| 79  | Steve Reich                                    | Early Works                                      | Nonesuch               | 1965 |
| 80  | The Residents                                  | Satisfaction                                     | Ralph                  | 1976 |
| 81  | Jean C. Roche                                  | A Nocturne of Nightingales                       | Sittele                | 1993 |
| 82  | Royal Trux                                     | Twin Infinitives                                 | Drag City              | 1990 |
| 83  | Arthur Russell                                 | World of Echo                                    | Upside                 | 1986 |
| 84  | Bally Sagoo                                    | Wham Bam 2 – The 2nd Massacre                    | Oriental Star Agencies | 1992 |
| 85  | Buffy Sainte-Marie                             | Illuminations                                    | Vanguard               | 1969 |
| 86  | Nancy Sesay & The Melodaires                   | C'est fab                                        | It's War Boys          | 1980 |
| 87  | Sonny Sharrock                                 | Black Woman                                      | Vortex                 | 1969 |
| 88  | Silver Apples                                  | Contact                                          | Kapp                   | 1969 |
| 89  | Luke                                           | I Wanna Rock                                     | Luke                   | 1992 |
| 90  | Tim Souster                                    | Swit Drimz                                       | Transatlantic          | 1977 |
| 91  | Alexander Spence                               | Oar                                              | Columbia               | 1969 |
| 92  | Spontaneous Music Ensemble                     | Karyobin                                         | Island                 | 1968 |
| 93  | Mark Stewart & The Maffia                      | Learning to Cope with Cowardice                  | On-U Sound             | 1983 |
| 94  | Sun Ra                                         | Strange Strings                                  | Saturn Research        | 1967 |
| 95  | The United States of America                   | The United States of America                     | Columbia               | 1968 |
| 96  | Galina Iwanowna Ustwolskaja                    | 1                                                | hatART                 | 1991 |
| 97  | Walker Brothers                                | Nite Flights                                     | GTO                    | 1978 |
| 98  | Johnny Guitar Watson                           | Ain't That a Bitch                               | DJM                    | 1976 |
| 99  | X-103                                          | Atlantis                                         | Tresor                 | 1993 |
| 100 | Larry Young                                    | Lawrence of Newark                               | Perception             | 1973 |

## 101–130

### Vorwort
“In The Wire 175, we polled our writers to nominate records that should have ignited the world’s imagination – but somehow got forgotten along the way. What follows is not that list, but 30 runners-up that we had to leave out of the original article.”

„In der 175. Wire-Ausgabe haben wir unsere Autoren gebeten, eine Liste von Schallplatten zu erstellen, die die Vorstellungskraft der Welt hätten entflammen sollen – aber irgendwie auf der Strecke blieben. Diese Liste folgt hier nicht, aber 30 Nachfolger, die wir aus dem ursprünglichen Artikel herauslassen mussten.“

### Teilnehmende Autoren
Steve Barker, Clive Bell, Chris Blackford, Linton Chiswick, Robin Edgerton, Matt Effytche, Sasha Frere-Jones, Charlie Gillett, Louise Gray, Steve Holtje, Velimir Pavle Ilic, David Keenan, Art Lange, Howard Mandel, Pete McIntyre, Tim Owen, Tom Ridge, Peter Shapiro, John F. Szwed, John L. Walters, Ben Watson und Douglas Wolk.

### Liste
| Nr. | Künstler                           | Titel                                       | Label               | VÖ          |
| --- | ---------------------------------- | ------------------------------------------- | ------------------- | ----------- |
| 101 | King Sunny Adé & His African Beats | Juju Music                                  | Island              | 1982        |
| 102 | Arcane Device                      | Engines of Myth                             | Recommended Records | 1988        |
| 103 | Art Ensemble of Chicago            | Fanfare for the Warriors                    | Atlantic            | 1974        |
| 104 | Baby Ford                          | Ford Trax                                   | Rhythm King         | 1988        |
| 105 | Ray Charles                        | The Spirit of Christmas                     | Columbia            | 1985        |
| 106 | Vinicius Cantuária                 | Sol na Cara                                 | Gramavision         | 1997        |
| 107 | Charles Brown Superstar            | Days of Our Drive, Sweet Piece of Ass       | WIN                 | 1995        |
| 108 | Lowell Dawidson Trio               | Lowell Dawidson Trio                        | ESP                 | 1965        |
| 109 | Dead Can Dance                     | The Serpent's Egg                           | 4AD                 | 1988        |
| 110 | Eric Dolphy                        | Out to Lunch!                               | Blue Note           | 1964        |
| 111 | Bob Dylan                          | Live 1966 (The “Royal Albert Hall” Concert) | Columbia            | 1966        |
| 112 | The 49 Americans                   | We Know Nonsense                            | Choo Choo Train     | 1982        |
| 113 | Jimmy Giuffre                      | Free Fall                                   | Columbia            | 1962        |
| 114 | Golden Gate Quartet                | Golden Gate Gospel Train                    | Bluebird            | 1937        |
| 115 | Hot Gossip                         | The Hollywood Jungle                        | Din Disc            | (unveröff.) |
| 116 | Howlin’ Wolf                       | This Is Howlin’ Wolf...                     | Cadet               | 1968        |
| 117 | Lee Konitz                         | Motion                                      | Verve               | 1961        |
| 118 | Labradford                         | A Stable Reference                          | Flying Nun          | 1995        |
| 119 | Last Exit                          | Last Exit                                   | Enemy               | 1986        |
| 120 | J. B. Lenoir                       | Alabama Blues                               | Bellaphon           | 1965        |
| 121 | Derrick May                        | Derrick May                                 | Transmat            | (unveröff.) |
| 122 | Rachel's                           | Music for Egon Schiele                      | Quarterstick        | 1996        |
| 123 | The Soul Stirrers                  | Jesus Gave Me Water                         | Specialty           | 1951        |
| 124 | The Staple Singers                 | Uncloudy Day                                | Vee Jay             | 1959        |
| 125 | The Cecil Taylor Quartet           | Looking Ahead!                              | Contemporary        | 1958        |
| 126 | Willie Mae Thornton                | Hound Dog                                   | Peacock Records     | 1953        |
| 127 | Lennie Tristano                    | I Can't Get Started with You                | Keystone            | 1946        |
| 128 | Various Artists                    | Ice Cream And Suckers                       | Mercury             | 1963        |
| 129 | David S. Ware                      | Third Ear Recitation                        | DIW                 | 1993        |
| 130 | Marva Whitney                      | It's My Thing                               | King                | 1969        |